# Tupolev TB-4
Tupolev TB-4 (ANT-16) byl sovětský šestimotorový bombardovací letoun vyvinutý ze stroje Tupolev TB-3. První prototyp stroje vzlétl 3. července roku 1933. Probíhající zkoušky však ukázaly, že šestice motorů je na jeden letoun velké množství, a tak byl projekt zastaven.

## Specifikace

Třípohledový nákres ANT-16

### Technické údaje
- Osádka: 12
- Rozpětí: 54 m
- Délka: 32 m
- Výška: 11,7 m
- Nosná plocha: 422 m²
- Hmotnost prázdného stroje: 21400 kg
- Maximální vzletová hmotnost: 33280 kg
- Pohonné jednotky: 6 × vidlicový dvanáctiválec M-34, každý o výkonu 620 kW

### Výkony
- Rychlost v h=0m: 200 km/h
- Dostup: 2750 m
- Dolet: 1000 km

### Výzbroj
- 2 × kanón ráže 20 mm
- 10 × kulomet ráže 7,62 mm
- pumová zátěž do hmotnosti 4 000 kg